# William Archer
William Archer (født 23. september 1856 i Perth i Skotland, død 28. december 1924) var en skotsk oversætter og forfatter.
Archers bedstefar var britisk konsul i Larvik, hvor hans slægt fremdeles er bosat. Han studerede ved University of Edinburgh, hvor han blev Master of Arts i 1876. Efter at have tilbragt et år i Australien flyttede han til London og arbejdede som teaterkritiker først ved Londons Figaro, senere ved World og Tribune og til sidst ved Nation.
Som en ivrig beundrer af Ibsens digtning arbejdede han ihærdigt for at gøre dennes værker tilgængelige for det engelske publikum. Han begyndte i 1880 med en oversættelse af Samfundets Støtter; senere er fulgt oversættelse af flere andre, samlede i 5 bind.
Hans dramatiske kritikker er samlede i English Dramatists of To-Day (1882), Masks or Faces (1888), Study and stage (1899). 1901 udgav han en Samling litterære Essays: Poets of the Younger Generation. En Rejse, han foretog gennem de Forenede Stater, har han skildret i America To-Day (1900). 1911 udgav han Life, Trial, and death of Francisco Ferrer.